# Малазанская книга павших
Малазанская книга павших (англ. Malazan Book of the Fallen) — цикл романов в стиле темного фэнтези, действие которой происходит в мире, разработанном канадскими авторами Стивеном Эриксоном и Ианом К. Эсслемонтом. Романы серии имеют подзаголовок «Сказание из Малазанской книги павших» (A tale of the Malazan Book of the Fallen). В названии имеется в виду Малазанская империя (столица — город Малаз), с которой связано основное действие книг.
На 2013 год опубликовано 15 книг серии. В 2014 году планировалось издание шестой книги Иана Эсслемонта. Новая серия Стивена Эриксона — «Трилогия Карканаса», первая книга которой, «Кузня тьмы» (Forge of Darkness) вышла в 2012 году, непосредственно не входит в «Малазанскую книгу павших», но прослеживает судьбу некоторых персонажей книги, в частности, Аномандера Рейка и его братьев.

## Романы Стивена Эриксона
- Сады луны (англ. Gardens of the Moon, 1999) ISBN 0-553-81957-7
- Врата дома смерти[1] (англ. Deadhouse Gates, 2000) ISBN 0-553-81311-0
- Память льда (англ. Memories of Ice, 2001) ISBN 0-553-81312-9
- Дом цепей (англ. House of Chains, 2002) ISBN 0-553-81313-7
- Полночный прилив (англ. Midnight Tides, 2004) ISBN 0-553-81314-5
- Охотники за костями (англ. The Bonehunters, 2006) ISBN 0-553-81315-3
- Буря Жнеца (англ. Reaper’s Gale, 2007) ISBN 0-553-81316-1
- Призови псов (англ. Toll the Hounds, 2008) ISBN 0-553-82446-5
- Пыль снов (англ. Dust of Dreams, 2009) ISBN 0-593-04633-1
- Искалеченный бог (англ. The Crippled God, 2011) ISBN 0-593-04635-8

## Романы Иана К. Эсслемонта
- Ночь ножей (англ. Night of Knives, 2005) ISBN 1-904619-19-3
- Возвращение Багряной гвардии (англ. Return of the Crimson Guard, 2008) ISBN 0-593-05809-7
- Камнедержец (англ. Stonewielder, 2010) ISBN 0-593-06444-5
- Держава, Скипетр, Трон (англ. Orb, Sceptre, Throne, 2012) ISBN 0-593-06450-X
- Кровь и кость (англ. Blood and Bone, 2012) ISBN 0-593-06446-1
- Ассейл (англ. Assail, 2014) ISBN 0-593-06448-8

## Внутренняя хронология
*Ориентировочная внутренняя хронология произведений (календарь малазанский) 
- Forge of Darkness
- Ночь ножей/Night of Knives (1154)
- Blood Follows (1154)
- The Lees of Laughter's End (1154)
- The Wurms of Blearmouth
- The Healthy Dead (1158)
- Crack’d Pot Trail
- Полночный прилив/Midnight Tides (неизвестно, предположительно во время Садов Луны или за 10 лет до них)
- Сады Луны/Gardens of the Moon (1163)
- Врата Мертвого Дома/Deadhouse Gates и Память льда/Memories of Ice (1163–64, действие 2-х романов происходит в одно время)
- Дом цепей/House of Chains
- Охотники за костями/The Bonehunters (1164–65)
- Возвращение Багряной гвардии/Return of the Crimson Guard (1165, сразу после The Bonehunters)
- Буря жнеца/Reaper's Gale (1165 или 1166)
- Призови псов/Toll the Hounds и Пыль снов/Dust of Dreams (действие 2-х романов происходит в одно время)
- Триумф/Goats of Glory (после Toll the Hounds)
- Камнедержец/Stonewielder; Держава, Скипетр, Трон/Orb, Sceptre, Throne; Кровь и кость/Blood and Bone (ориентировочно на середине Dust of Dreams или чуть позже)
- Искалеченный бог/The Crippled God
- Assail